# Charles Hamilton Smith

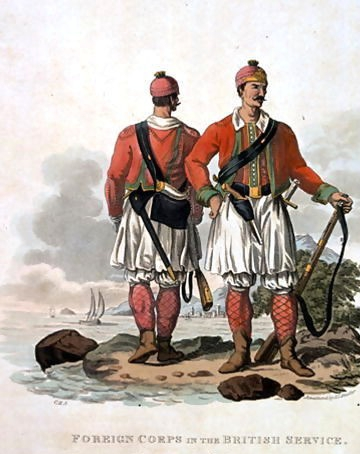
„Szeregowcy greckiego pułku piechoty lekkiej”z Costumes of the Army of the British Empire

Podpułkownik Charles Hamilton Smith, KH, KW, FRS, FLS, (ur. 26 grudnia 1776 we Wschodniej Flandrii, w Zjednoczonych Prowincji Holandii, zm. 21 września 1859 w Plymouth) – angielski artysta, przyrodnik, antykwariusz, ilustrator, żołnierz i szpieg.

## Służba wojskowa
Jego kariera wojskowa rozpoczęła się w 1787 roku, kiedy studiował w austriackiej akademii artylerii i inżynierów w Mechelen i Leuven w Belgii. Chociaż służba wojskowa, która zakończyła się w 1820 i obejmowała wojny napoleońskie, zmusiła go do wielu podróży (w tym do Indii Zachodnich, Kanady i Stanów Zjednoczonych), większość czasu spędzał przy biurku w Wielkiej Brytanii. Jednym z jego ważniejszych dokonań był eksperyment z 1800 r. mający na celu ustalenie, jakiego koloru należy używać do mundurów wojskowych. Rosnąca celność broni palnej, zwłaszcza strzelb, dawała przewagę odcieniom, które słabiej wyróżniają cel – testując celność  strzelców przeciwko szarym, zielonym i czerwonym celom, naukowo wykazał zalety szarości (i w mniejszym stopniu, zieleni) zamiast czerwonych, powszechnych w tym czasie mundurów, i zalecał, aby szary został przyjęty dla strzelców i lekkiej piechoty. Armia brytyjska nie posłuchała jego rady, a zielony stał się kolorem kojarzonym z lekką piechotą. Początkowo w służbie w 60. pułku piechoty, Smith został później przeniesiony do 6. pułku piechoty.

## Antykwariusz, przyrodnik i ilustrator

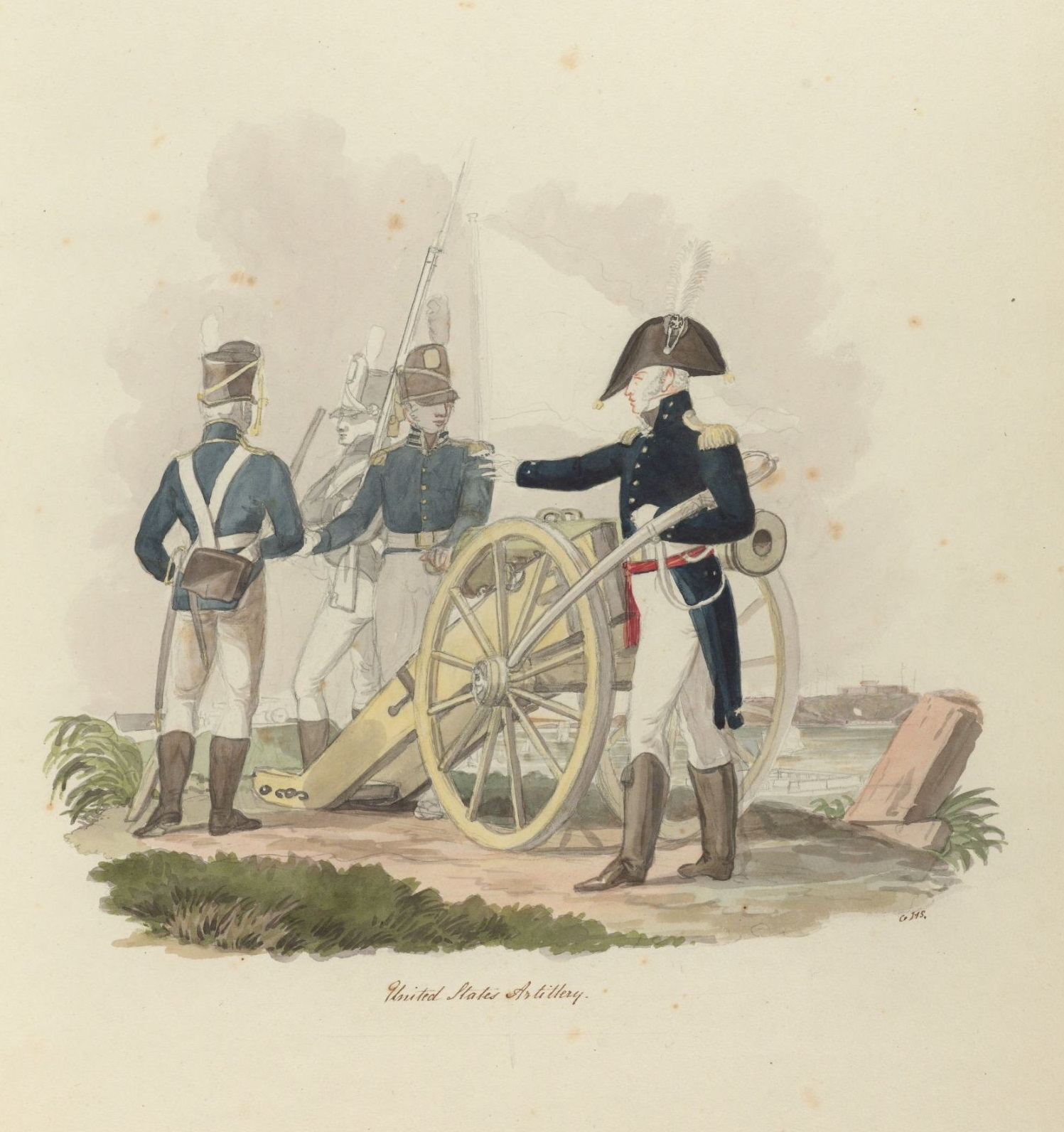
„Artyleria Stanów Zjednoczonych” autorstwa Smitha

Jako płodny ilustrator samouk, jest również znany w kręgach historii wojskowości z Costume of the Army of the British Empire, wydanego pod koniec wojen napoleońskich i dokładnego przedstawienia współczesnego brytyjskiego munduru. Jako antykwariusz wydał również, we współpracy z Samuelem Rushem Meyrickiem, Costume of the Original Inhabitants of the British Islands w 1815 r. oraz The Ancient Costume of England z historycznymi ilustracjami średniowiecznych rycerzy, dam, statków i bitew. Większość jego ogromnej ilości dzieł (szacował, że było to ponad 38 000 rysunków) nie miała charakteru wojskowego, ale w dużej mierze poszła w zapomnienie. Zachowały się notatki z jego obserwacji poczynionych jako przyrodnika, a także antykwaryczne ilustracje życia cywilnego. Pisał także o historii wojny siedmioletniej i historii naturalnej psów. Smith był pochodzenia flamandzkiego; napisał wojskową część Cox's Marlborough oraz wiele książek o tematyce wojskowej i historii naturalnej.

## The Natural History of the Human Species
Smith opublikował The Natural History of the Human Species w 1848 roku. W tej książce utrzymywał, że zawsze istniały trzy zasadniczo różne typy ludzkie: kaukaski, mongolski i negro. Smith był nominalnie monogenistą, utrzymując, że stworzenie ludzi było pojedynczym wydarzeniem, a nie wielokrotnym, ale był mniej przekonany co do standardowych teorii tamtych czasów, pochodzących od hrabiego Buffona i Georgesa Cuviera na temat międzypłodności i gatunków; książka odwoływała się również do poligenistycznych poglądów Samuela George'a Mortona.
Książka Smitha została przedrukowana w Ameryce, gdzie Samuel Kneeland napisał do niej 84-stronicowy wstęp. Kneeland przedstawił dowody, które, jak utrzymywał, wspierały kreacjonizm poligenistyczny i argumentował, że Biblia jest zgodna z teorią wielu Adamów.
Po przejściu na emeryturę Smith osiadł w Plymouth, dołączając do Plymouth Institution (obecnie Plymouth Athenaeum). Prowadził wykłady, a wiele z jego 20 tomów notatek MSS, listów i artykułów zostało zdeponowanych w instytucji. Jego kolekcja została zniszczona, gdy Plymouth Athenaeum zostało zbombardowane podczas blitzu w 1941 roku.